# 莱顿·贝恩斯
禮頓·约翰·拜恩斯（英語：Leighton John Baines；1984年12月11日—），英格蘭足球運動員，司職左後衛，曾長期效力英超球會埃弗顿，現已退役。

## 生平

### 韋根
2002年10月，17的拜恩斯於首次替韋根於聯賽盃的賽事上陣，韋根以3-1打敗西布朗。在之後的一個球季，拜恩斯成為球隊的主力，並奪得年度最佳年輕球員。2004/05年球季，韋根長期居於英冠的前列位置，最終成功取得升到英超的資格，其中拜恩斯在對葉士域治比賽中的一記遠射，攻入他足球生涯的的第一個入球。除了他的遠射能力外，拜恩斯處理自由球方面的能力同樣出色。
拜恩斯的高水平演出引來不少英超球會的注意。儘管韋根在2005年2月時，收到一些英超球隊如曼聯、阿仙奴和愛華頓提出收購拜恩斯，拜恩斯仍決定留在韋根，並與球會續約，一同與韋根亮相於英超賽事。
韋根首季亮相英超的成績不俗，但之後一季卻無以為繼，最後一輪聯賽中以2-1力克護級勁敵錫菲聯確保留在英超。雖然拜恩斯在6月續約三年將留隊到2009年，但外界仍揣測拜恩斯將會在球季完結後離隊，轉投一支較有實力在英超立足的球會，從而協助他入選英格蘭國家隊。

### 愛華頓
2007年夏天，拜恩斯的轉會消息不絕於耳，公開表示有興趣收購他的球會有愛華頓、紐卡素和新特蘭。2007年7月，雖然韋根接受了新特蘭600萬英鎊轉會費，但拜恩斯卻拒絕加盟，並公開表示希望轉會到兒時喜愛的球會愛華頓。2007年8月，韋根證實愛華頓已完成收購拜恩斯的程序，轉會費為500萬英鎊，而額外的100萬英鎊則視乎拜恩斯在愛華頓的上陣數字而定。
加盟愛華頓後的拜恩斯，期間曾經受傷，客串左閘的英格蘭國腳列史葛表現良好，令他未能在愛華頓的首個球季得到正選位置。然而，由於尼日利亞後衛尤保（Joseph Yobo）受傷，列史葛重新回到中堅位置，拜恩斯亦把握這個機會，鞏固其正選左閘的位置。他不時為前線球員提供致命傳中，協助愛華頓排在英超聯賽榜的前六位置。

### 國家隊
2004年8月拜恩斯獲徵召加入英格蘭U-21，他為U-21上陣過16次。
2010年3月3日首次代表大國腳主場友賽埃及。

## 外部連結
- 足球数据库：莱顿·拜恩斯的球员统计数据
- 英格蘭足總：莱顿·拜恩斯 （页面存档备份，存于）